# كاتب يوميات
كاتب اليوميات، (بالفرنسية: Diariste)‏، هو الشخص الذي يدون يوميات تحتوي على الخواطر، الوقائع، والأخبار والمشاعر، يومًا بعد يوم.

## أصل الاسم
تم اقتراح المصطلح في عام 1952، من قبل ميشيل ليليو [الإنجليزية]، وتم اعتماده بعد ذلك.
وهو مستعار من اللغة الإنجليزية «يوميات»، وأعيدت صياغته، على الكلمة الفرنسية القديمة، «مذكرات»، والذي تم استخدامه «كاسم» (بمعنى "كتاب العقل [الإنجليزية]") في القرن السادس عشر، و«كصفة»، حتى القرن التاسع عشر.

## كتاب اليوميات المعروفين

### القرن السابع عشر
- جون إيفلين (1620-1706)
- صموئيل بيبس (1633-1703)
- روبرت هوك (1635-1703)
- باش (1644-1694)

### القرن الثامن عشر
- رستيف دي لا بريتون (1734-1806)
- جيمس وودفورد (1740-1803)
- سارة بانزيت (1745-1774)
- باربرا جوليان فون كرودينر (1764-1824)
- مدام دي ستال (1766-1817)
- مان دي بيران (1766-1824)
- بنجامين كونستانت (1767–1830)
- لوسيل ديسمولين (1770-1794)
- راحيل فارنهاجن (1771-1833)
- جان بابتيست رينوال دي ليسكبل (1776-1838)
- ستندال (1783-1842)
- آن ليستر (1791-1840)
- أغسطس فون بلاتن (1796-1835)
- ألفريد دي فينيي (1797-1863)
- يوجين ديلاكروا (1798-1863)